# Fred Nicole
Frédéric Nicole meglio conosciuto come Fred Nicole (Le Lieu, 21 maggio 1970) è un arrampicatore svizzero.
Pratica l'arrampicata in falesia, il bouldering e ha gareggiato nelle competizioni di difficoltà.

## Biografia
Ha cominciato ad arrampicare nel 1983 a tredici anni con il fratello François. Non ha gradito la prima esperienza con la roccia perché l'ha trovata troppo faticosa e solo sei mesi dopo riprovando ha cominciato a piacergli.
Nel 1987 a sedici anni ha ripetuto insieme al fratello il celebre Toit d'Auguste di Patrick Berhault da lui non gradato e ha proposto 8b+. Alla fine degli anni '80 ha scoperto Saint-Loup e ne ha fatto il suo laboratorio personale. Nel 1984 ha aperto La performance 7c e nel 1988 Anaïs et le canabis 8c, fino ad arrivare al 9a di Bain de Sang negli anni '90. Col passare del tempo si è sempre più dedicato al bouldering, che ha praticato sia in Svizzera che in giro per il mondo.
Ha partecipato alle competizioni lead dal 1991 al 1994. Da allora si dedica solo alla ricerca della difficoltà in falesia e sui boulder: nel 1993 con Bain de Sang ha salito il terzo 9a della storia e nel 1995 con Radja il primo passaggio di V14.

## Palmarès

### Coppa del mondo
|      | 1991 | 1992 | 1993 |
| ---- | ---- | ---- | ---- |
| Lead | 6    | 27   | 19   |

### Campionato del mondo
|      | 1991 | 1993 |
| ---- | ---- | ---- |
| Lead | 15   | 25   |

## Falesia

### Lavorato
- 9a/5.14d:
  - L'Isola che non c'è - Amden (SUI) - marzo 2009 - Prima salita[1]
  - La Chimere - Saint-Loup (SUI) - dicembre 2002
  - Bain de Sang - Saint-Loup (SUI) - 1º settembre 1993

## Boulder
- 8C/V15:

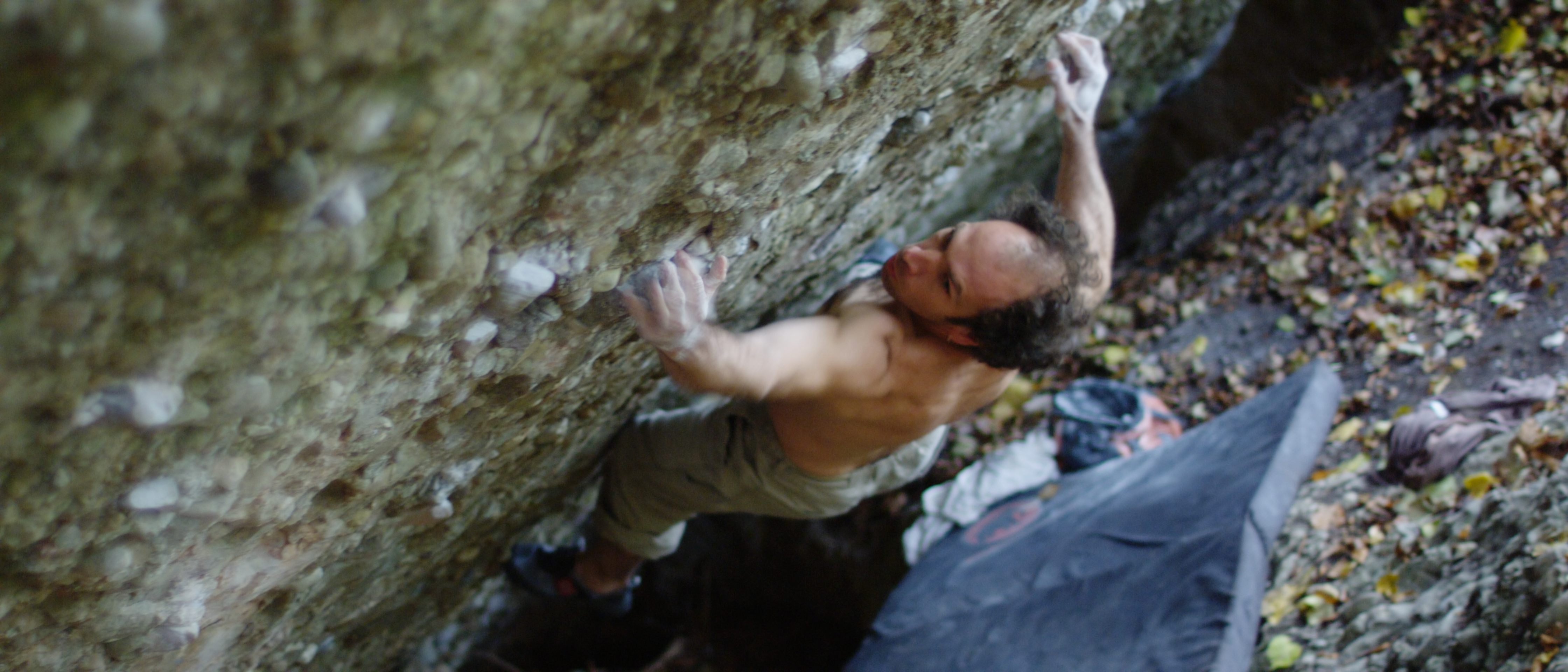
Fred Nicole impegnato sul boulder Le Boa, 8C/V15, aperto nel 2011 in Svizzera.

  - Le Boa - Svizzera - settembre 2011 - Prima salita[2]
  - Kryptos - Morchelstock (SUI) - 2009 - Seconda salita del passaggio di Franz Widmer[3]
  - Terremer - Hueco Tanks (USA) - 2006 - Prima salita[4]
  - Witness The Fitness - Ozark Mountains (USA) - Seconda salita del passaggio di Chris Sharma - 23 dicembre 2006[5]
  - Entlinge - Murgtal (SUI) - 2005 - Prima salita
  - Le poinçonneur des lilas - Baslerjura (CH) - 2004 - Prima salita
  - Black Eagle sit start - Rocklands (ZA) - 2002 - Prima salita
  - Monkey Wedding - Rocklands (ZA) - 2002 - Prima salita
- 8B+/V14:
  - The Swarm - Bishop (USA) - 2009 - Passaggio di Matt Birch[6]
  - Terre de Seine - Hueco Tanks (USA) - 2005 - Prima salita
  - El Techo de los Tres B - Hueco Tanks - 2005 - Prima salita (dopo la rottura di una presa è passato a V11)
  - Amandla - Rocklands (ZA) - 2005 - Prima salita
  - Golden Shadow - Rocklands (ZA) - 2004 - Prima salita
  - Mooiste Maise - Rocklands (ZA) - 2003 - Prima salita
  - Madiba - Rocklands (ZA) - 2003 - Prima salita
  - Baboon Master sitstart - Rocklands (ZA) - 2002 - Prima salita
  - Oliphants Dawn - Rocklands (ZA) - 2000 - Prima salita
  - New Base Line - Magic Wood (SUI) - Passaggio di Bernd Zangerls
  - Dreamtime - Cresciano novembre 2000 - Prima salita[7]
  - Eve Rêve - Grampians (AUS) - 2000 - Prima salita
  - Esperanza - Hueco Tanks (USA) - 1998 - Prima salita
  - Slash Face - Hueco Tanks (USA) - 1998 - Prima salita
  - Coeur de Lion - Hueco Tanks (USA) - 1998 - Prima salita
  - Radja - Branson (SUI) - 1995 - Prima salita e primo V14 della storia